# 瑪塔寧袋貂
瑪塔寧袋貂（學名：Phalanger matanim），是一種有袋類動物，屬於袋貂科。

## 發現與命名
瑪塔寧袋貂由澳洲動物學家提姆‧富蘭納瑞於巴布亞新幾內亞發現。英文名來自當地的原住民族群「特里福人」，他們早在西方學者進入之前就已經知道該物種的存在。

## 棲地
瑪塔寧袋貂生活在巴布亞新幾內亞中部農恩河沿岸，海拔1500至2000米的橡樹林中。 1997年的乾旱和野火使森林遭到破壞，該物種可能已因此絕跡。